# Enterotoxina
Las enterotoxinas son el producto del metabolismo de ciertas cepas de células o bacilos que posee un grado de tóxico para el organismo humano; son proteínas de cadena simple no ramificada, generalmente compuestas por cantidades relativamente grandes de lisina, tirosina, ácido glutámico y ácido aspártico. Suele no ser termolábil, es decir resistente al calor, esto hace que muchas de las medidas higiénicas habituales no sean efectivas. Por regla general son causantes, en algunas ocasiones, de intoxicación alimentarias. Ejemplos de enterotoxinas son las denominadas enterotoxinas estafilocócicas (segregada por el Staphylococcus aureus), la enterotoxina colérica, enterotoxina de Clostridium perfringens. Su contaminación generalmente está asociada a ciertas partes del tracto gastrointestinal causando cólicos, gastroenteritis, diarreas, etc.